# Kodein
Kodein (alternativ stavemåde codein, også kendt som 3-methylmorfin) er et alkaloid, der forekommer naturligt i opiumvalmuen (Papaver somniferum) og udgør sammen med morfin de to naturligt forekommende terapeutisk anvendte opiater. Kodein virker smerte- og hostestillende. Det kan som de andre opiater være afhængighedsskabende.

## Forekomst
Kodein findes kun i små mængder i opiumsvalmuen. Derfor fremstilles kodein til medicinsk brug semisyntetisk ved methylering af morfin, der findes i rigelige mængder i opiumsvalmuen.

## Egenskaber
Kodein omsættes ved hjælp af leverens enzym CYP2D6 delvis til morfin, hvilket giver den smerte- og hostestillende virkning.
Kun ca. 10% omsættes, men der er stadig risiko for at udvikle afhængighed, dog langt mindre end ved misbrug af morfin eller heroin.
5-10% af den hvide befolkning har nedsat aktivitet af enzymet CYP2D6. Kodein anses for et prodrug, hvis virkning beror på dets omdannelse til morfin, og kodein har kun meget ringe effekt hos disse personer.

## Lægemidler med kodein på det danske marked
Kodein fås på recept som:
- Kodein "DAK" [1]

Endvidere fås kodein ligeledes på recept i kombinationspillerne:
- Fortamol®, Komb. Det indeholder 400 mg paracetamol og 28,7 mg codeinphosphathemihydrat. [2]
- Kodamid® "DAK", Komb. Det indeholder 9,6 mg codeinphosphathemihydrat (svarende til 10 mg codeinphosphatsesquihydrat), 50 mg coffein, 150 mg propyphenazon og 250 mg salicylamid. [3]
- Kodipar®, Komb. Det indeholder 500 mg paracetamol og 30,6 mg codeinphosphathemihydrat. [4]
- Pinex Comp., Komb. Det indeholder 500 mg paracetamol og 30 mg codeinphosphathemihydrat. [5]

I håndkøb fås kombinationspillen:
- Kodimagnyl® "DAK" Komb. Den indeholder 500 mg acetylsalicylsyre og 9,6 mg codeinphosphathemihydrat. [6]

På de danske sygehuse fås kodein i følgende to lægemilder, der begge svarer til de tilsvarende navngivne ovenfor, men kun ordineres af sygehuslæger:
- Kodein "SAD" [7]
- Kodimagnyl® ikke stoppende "SAD" Komb. [8]

De to lægemidler kan ikke købes på danske apoteker, hverken på recept eller i håndkøb.  